# Hominidé

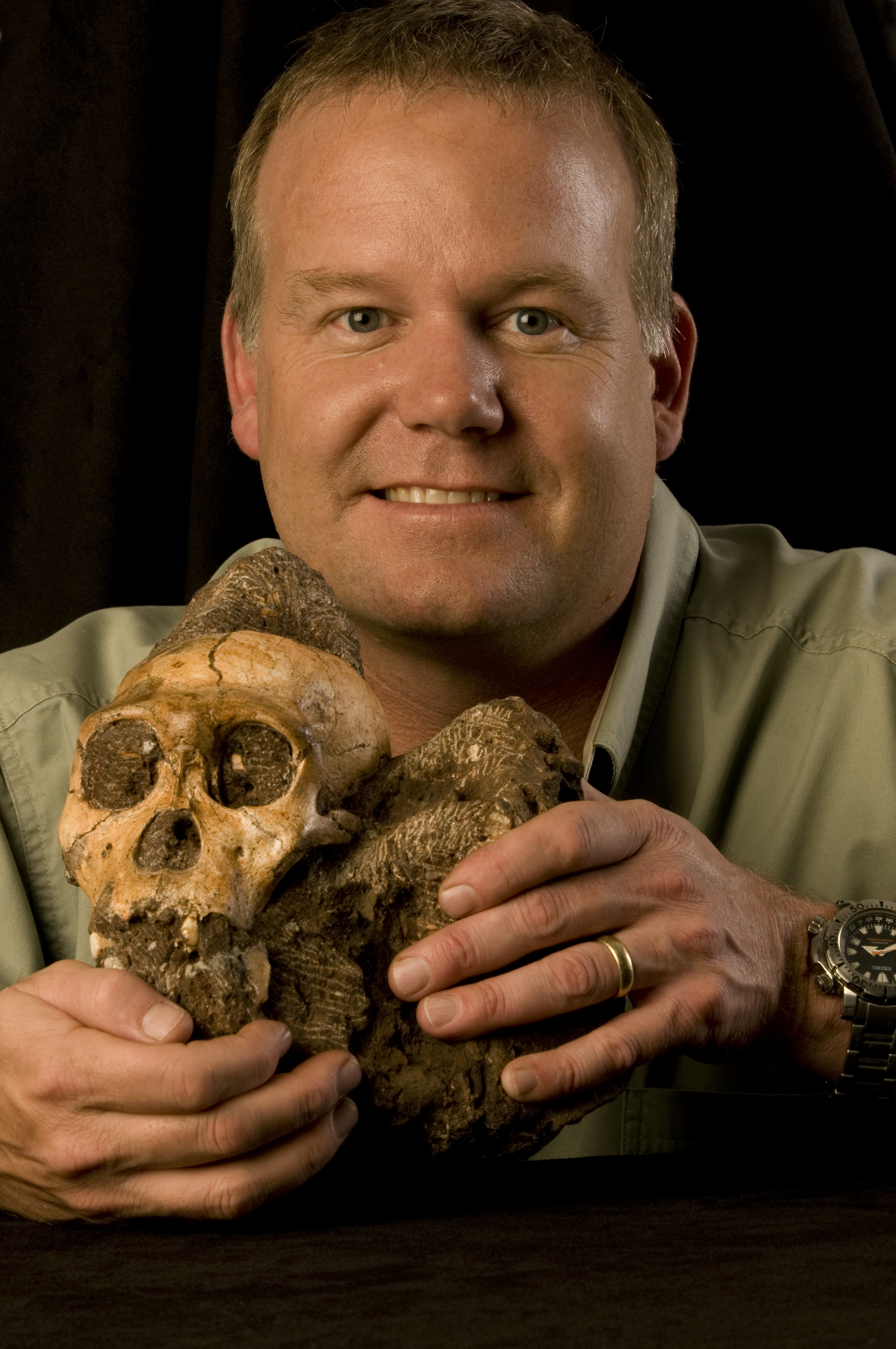
Dnešní člověk s lebkou fosilního australopitéka

Přehled miocenních hominidů

Hominidé (Hominidae) je čeleď primátů z nadčeledi hominoidi (Hominoidea). Někdy se uvádí český název čeledi Hominidae jako „lidem podobní“ nebo „lidoopi“. Podle českého názvosloví „člověkovití“.[zdroj⁠?!]
Je třeba odlišovat:
- Hominoidi (Hominoidea) – skupina spojující gibony a hominidy.
- Hominidé (Hominidae) – skupina spojující orangutany, gorily, šimpanze a lidi.

## Společné znaky
Hominidé jsou středně velcí až velcí savci s výrazným pohlavním dimorfismem u orangutanů a goril a méně zřetelným u šimpanzů a lidí. Živí se plody, listy, pozemní vegetací a často i živočišnou stravou. Jsou schopni se adaptovat k životu v různých typech ekosystémů. Jsou typičtí poměrně řídkou srstí. Všechny druhy používají alespoň částečnou bipedii a brachiaci. Většina zástupců čeledi Hominidae umí velmi dobře manipulovat s nástroji a často je i vyrábět. Mnozí hominidé mají analytické schopnosti, umí napodobovat a uvědomují si vlastní osobnost. Zvládají zrcadlový test sebeuvědomění. Rozpoznávají směr pohledu ostatních.
Kosti obličejové části lebky jsou poměrně široké a robustní, spodní čelist je hluboká. Chrup je nespecializovaný, zejména krátké a velké třenové zuby a archaicky utvářené stoličky. Řezáky jsou široké, ale zároveň poměrně vysoké. Mozkovna je v poměru k rozměrům celé lebky relativně velká. Také mozek je poměrně velký, s rozsáhlým zbrázděním mozkové kůry. Pyramidové dráhy jsou rozvinuté. Základním smyslovým orgánem je zrak, zatímco sluch má význam zejména v komunikaci.
Postkraniální kostra je dobře přizpůsobená pohybu v částečně nebo zcela vzpřímeném postoji i závěsu na předních končetinách. Dlouhé kosti končetin jsou široké, s velkými hlavicemi. Výrazně je rozvinuto svalstvo zad a pánve, stejně jako mimické svaly. Ruka je schopná silného úchopu i jemné manipulace.
Všichni hominidé jsou si navzájem velmi podobní složením krve i geneticky. Orangutani, gorily i šimpanzi mají 48 chromozómů, zatímco lidé jen 46. Tento rozdíl však mohl vzniknout běžnou chromozomální mutací, takže neznamená výraznou genetickou odlišnost. Je ovšem zásadní pro nemožnost křížení lidí s kterýmkoliv jiným rodem, byť ze stejné čeledě. Orangutani, gorily i šimpanzi jsou vnímaví ke specifickým lidským nemocem, proti kterým jsou jiní primáti odolní.
Ontogeneze je dlouhá, a první početí přichází za normálních okolností až několik let po dosažení pohlavní zralosti. Typickým znakem je dlouhé sociální dozrávání. Důležitá je úloha učení, a to jak při zapojování se do sociální struktury, tak při poznávání prostředí, typu potravy, predátorů i při lokomoci. V tomto procesu hrají u všech hominidů zásadní úlohu samice – matky. Samci pečují o mláďata méně často.
Chování i komunikace jsou vysoce rozvinuté. Důležitou roli ve složité sociální struktuře hraje kontaktní chování (objímání, doteky, uchopování rukou) a neverbální komunikace symbolizovaným chováním, jako jsou hrozby, usmiřování, rituály při setkávání a podobně. Princip dominance bývá uplatňován značně složitým způsobem. Významnou roli mají postkonfliktní mechanismy, jako je usmiřování a utěšování. V chování všech druhů je možno pozorovat alespoň elementy emocí, které souvisí i s rozvinutou mimikou.

## Vývoj
V oligocénu, zhruba před 25–30 miliony let se od úzkonosých opic Starého světa oddělila nadčeleď Hominoidea. Následující geologické období – miocén – bylo zlatým věkem hominoidů. Došlo během něj k velkému rozvoji celé nadčeledi a ke vzniku mnoha různých vývojových větví. Zlomkovité paleontologické nálezy hominoidů však komplikují poznávání těchto procesů. Velká část rodů je známá pouze z torzovitě dochovaných koster, převážně jen z fragmentů lebek, čelistí, zubů a podobně. Mnohé důležité identifikační znaky na nich proto nelze pozorovat a porovnávat. Mnohdy je velmi obtížné přesně určit příbuzenské vztahy i jejich pozici v evoluci.
Zhruba před 18–20 miliony let došlo podle analýzy DNA k oddělení vlastních hominidů od gibonovitých (Hylobatidae). Přibližně ve stejné době (před 17–18 miliony let) se hominoidi rozšířili z Afriky i do Evropy a Asie, přičemž podle dosavadních nálezů nelze rozhodnout, zda se linie hominidů vytvořila již v Africe nebo až v Eurasii. Nejstarší dosud známí hominidé (Dryopithecus, Sivapithecus, Pierolapithecus) byli nalezeni v Evropě a v Asii. Zde se úspěšně adaptovali a obsadili volné ekologické i potravní niky. Došlo tak ke vzniku mnoha nových rodů a druhů.
V Africe jsou naopak nálezy hominidů v této době velmi vzácné a přibývá jich až v závěru miocénu. Dosud není jisté, zda zástupci nadčeledi Hominoidea v Africe na počátku středního miocénu téměř nebo zcela vyhynuli a byli později převrstveni hominidy z Eurasie, nebo zda hlavní vývojová linie směrem k dnešním lidoopům pokračovala nerušeně v Africe, avšak v oblastech, které neměly vhodné podmínky pro fosilizaci. Jednotlivé rody z Afriky, Evropy i Asie se spolu navíc mohly různým způsobem prolínat a v současnosti nelze určit, která z linií vymřela bez potomků a z které vzešli předci moderních hominidů. Lépe doložený je vývoj dnešního orangutana v jihovýchodní Asii (fosilní rody Sivapithecus, Lufengpithecus, Khoratpithecus) a člověka v Africe (Sahelanthropus, Orrorin, Ardipithecus, Australopithecus), zatímco fosilní předchůdci šimpanzů a goril jsou prakticky neznámí. Může to být způsobeno právě i tím, že šimpanzi a gorily žijí v prostředí, kde se fosilie dochovávají jen vzácně.
Do konce miocénu většina zástupců nadčeledi Hominoidea, včetně mnoha hominidů vyhynula. Vymírání úspěšné nadčeledi je dáváno do souvislosti s dalším vysušováním a ochlazováním klimatu a ústupem subtropického klimatického pásu blíž k rovníku. Spolu s lesními porosty se do výrazně zmenšených oblastí tropů a subtropů stahovali i hominidé. Opustili Evropu i rozsáhlé oblasti Asie a v současnosti obývající jen značně omezené regiony Asie a Afriky. Geografické i klimatické změny však na druhou stranu mohly ve východní Africe stimulovat rychlý rozvoj přizpůsobivějších forem, aby se tam v závěru miocénu objevili první bipední tvorové, směřující ke vzniku rodu Homo. V pliocénu se pak již všechny rody současných hominidů – orangutani, gorily, šimpanzi i lidé – vyvíjeli zcela samostatně.
Nedávné objevy v Evropě ale naznačují i něco jiného. Graecopithecus (srovnej Ouranopithecus) nalezený v Řecku a starý 7,2 miliónu let, by mohl být předkem rodu Homo. Další objev typicky lidských stop na Krétě (ostrov, který se oddělil od řecké pevniny před 5 miliony let) a datovaných na 5,7 miliónu let ukazuje na rané člověku podobné hominidy v Evropě. Jsou tedy starší než lidské nálezy v Africe (starší hominidé mají opicím podobné stopy).

## Rozšíření
Hominidé jsou jedinou čeledí, jejíž zástupci (lidé) jsou rozšíření po celém světě. Zbývající rody však žijí v úzce vymezených oblastech a některým hrozí i vymizení.
- Orangutani žijí ve vysokých deštných pralesích na ostrovech Borneo a Sumatra v jihovýchodní Asii.
- Gorily obývají africké pralesy od řeky Cross v jižní Nigérii až po ústí řeky Zaire. Na východě sahá areál jejich rozšíření přes Demokratickou republiku Kongo, hory Itombwe až k pohořím Kahuzi (s národním parkem Kahuzi-Biega) a Virunga. Izolovaná populace žije také v pralese Kayonza v severozápadní Ugandě.
- Šimpanzi jsou domovem v pralesích od státu Guinea-Bissau přes Republiku Kongo, Demokratickou republiku Kongo až po Ugandu a jižně až k jezeru Tanganika. Nejsou vázáni jen na deštné pralesy, ale pronikají i do lesnaté savany a do horských pralesů až do nadmořské výšky 3000 m nad mořem.

## Systematické změny
Ještě v 80. letech 20. století patřili do čeledi Hominidae pouze člověku podobní australopitéci a rod Homo sensu lato. Rozvoj psychologie a etologie začal výrazně narušovat výlučnost a jasnou definovatelnost čeledi Hominidae z hlediska schopností komunikace, analytického myšlení, uvědomění si vlastní osobnosti, používání nástrojů, sdílení potravy a mnoha dalších psychických a sociálních vlastností, které byly do té doby považovány za výhradně hominidní. Důležitým impulsem pro taxonomické změny byly molekulárně-genetické studie, které prokázaly, že rozdíly v genetickém vybavení jednotlivých lidoopů a lidí jsou téměř zanedbatelné.
To vedlo k zahrnutí gorily a šimpanze do podčeledi Homininae. Současné studie však vyvracejí blízkou příbuznost šimpanzů a gorily. Geneticky je gorila šimpanzům vzdálenější, než je šimpanz člověku. Zároveň byla do čeledi Hominidae včleněna také podčeleď orangutani (Ponginae), a to také z toho důvodu, že v některých znacích, například ve stavbě vnitřních orgánů, je orangutan člověku velmi podobný. Orangutan také běžně úspěšně prochází zrcadlovým testem, který byl u goril mnohdy neúspěšný.

Starší taxonomie hominoidů

Nejnovější taxonomie hominoidů

Novější systematické členění nadčeledi Hominoidea, které lépe vyhovuje vývojovým vztahům, se dotklo i čeledi Hominidae a jejího rozdělení na podčeledi. S vypuštěním fosilních rodů vypadá následovně:
- čeleď hominidé
  - podčeleď orangutani
    - rod orangutan

  - podčeleď homidi
    - rod gorila
    - rod šimpanz
    - rod člověk

## Třídění recentních hominidů
- čeleď hominidé (Hominidae) Gray, 1825
  - podčeleď orangutani (Ponginae) Elliot, 1912
    - rod orangutan (Pongo) Lacépède, 1799
      - druh orangutan bornejský (Pongo pygmaeus) Linnaeus, 1760 kriticky ohrožený druh
        - poddruh orangutan západní (Pongo pygmaeus pygmaeus) Linnaeus, 1760
        - poddruh orangutan jižní (Pongo pygmaeus wurmbii) Tiedemann, 1808
        - poddruh orangutan sabažský (Pongo pygmaeus morio) Owen, 1837

      - druh orangutan sumaterský (Pongo abelii) Lesson, 1827 kriticky ohrožený druh
      - druh orangutan tapanulijský[12] či tapanulský[13] (Pongo tapanuliensis)[14] Nicola Davis, 2017 kriticky ohrožený druh

  - podčeleď homidi (Homininae) Goodman, 1975
    - tribus gorily (Gorilini)
      - rod gorila (Gorilla) Geoffroy, 1852
        - druh gorila obecná (Gorilla gorilla) Savage, 1847 kriticky ohrožený druh
          - poddruh gorila nigerijská (Gorilla gorilla dielhi) Matschie, 1904
          - poddruh gorila nížinná (Gorilla gorilla gorilla) Savage, 1847

        - druh gorila východní (Gorilla beringei) Matschie, 1903 ohrožený druh
          - poddruh gorila horská (Gorilla beringei beringei) Matschie, 1903
          - poddruh gorila východní nížinná (Gorilla beringei graueri) Matschie, 1914

    - tribus Hominini Gray, 1825[15]
      - podtribus šimpanzi (Panina)
        - rod šimpanz (Pan) Oken, 1816
          - druh šimpanz učenlivý (Pan troglodytes) Blumenbach, 1775 ohrožený druh
            - poddruh šimpanz čego (Pan troglodytes troglodytes) Blumenbach, 1775
            - poddruh šimpanz nigerijský (Pan troglodytes vellerosus) Gray, 1862
            - poddruh šimpanz severovýchodní) (Pan troglodytes schweinfurthii) Giglioli, 1872
            - poddruh šimpanz východní (Pan troglodytes marungensis) Noack, 1887
            - poddruh šimpanz hornoguinejský (Pan troglodyte verus) Schwarz, 1934

          - druh šimpanz bonobo (Pan paniscus) Schwarz, 1929 ohrožený druh

      - podtribus lidé (Hominina)
        - rod člověk (Homo) Linnaeus, 1758
          - druh člověk moudrý (Homo sapiens) Linnaeus, 1758